# 東加LGBT權益
女同性戀、男同性戀、雙性戀與跨性別者的權益在東加不受法律保障，目前沒有任何法律保障LGBT權益。男性間的同性性行為在東加違法，最高可被處以10年有期徒刑或鞭刑；而女性間的同性性行為則沒有法律限制。

## 同性性行為
根據東加的刑事法（Criminal Offences Act）§136，成年男性間的合意性行為，可處最高十年的有期徒刑。
在2016年LGBT權利倡議團體「Tonga Leitis Association」呼籲同性性行為的除罪化；根據司法部長的說法，截至2016年為止，無人因為成年男性間的合意性行而被判刑。該條款實際上沒有執行。